# Sportjahr 1851
Liste der Sportjahre

1850 | Sportjahr 1851 | 1852 | 1854 | 1855 | ► | ►►

Weitere Ereignisse

## Ereignisse

### Schach
- April/Mai: Anlässlich der Great Exhibition in London organisiert Schachmeister Howard Staunton im Crystal Palace das erste internationale Schachturnier. Der Deutsche Adolf Anderssen gewinnt das Schachturnier zu London 1851 gegen 15 Konkurrenten.
- 21. Juni: Bei einer Freundschaftspartie außerhalb der Turnierpartien spielt Adolf Anderssen gegen Lionel Kieseritzky die „Unsterbliche Partie“.

### Segeln

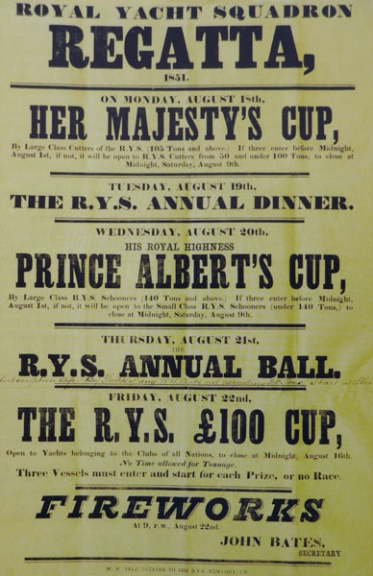
Flyer des Jahres 1851

- 22. August: Die im gleichen Jahr eigens erbaute US-amerikanische Schoneryacht America, geführt von Skipper Richard „Old Dick“ Brown, gewinnt den One Hundred Sovereigns Cup vor der britischen Isle of Wight gegen 15 britische Yachten. Die Besatzung stiftet den gewonnenen Cup sechs Jahre später dem New York Yacht Club und begründete mit diesem Preis den America’s Cup, der allerdings erst 1870 erstmals ausgetragen wird.

## Geboren
- 01. Januar: Auguste Donny, französischer Segler († unbekannt)

- 20. April: Young Tom Morris, schottischer Golfspieler († 1875)

- 11. Juni: Theodor von Scheve, deutscher Schachmeister († 1922)

- 09. Juli: Berthold Englisch, österreichischer Schachmeister († 1897)

- 23. August: Frank Moore, britischer Sportschütze († 1926)

- 06. September: Rowland Prothero, britischer Cricketspieler († 1937)
- 12. September: Carl Johann Theodor Abs, deutscher Ringer († 1895)

- 15. Dezember: Johannes Metger, deutscher Schachspieler und Schachlehrer († 1926)